# Praxisorientierte Pflegediagnostik
Praxisorientierte Pflegediagnostik (POP) ist ein deutschsprachiges Pflegeklassifikationssystem. Es wurde in Österreich entwickelt.

## Allgemeines
POP steht für „PraxisOrientierte Pflegediagnostik“ und ist ein Klassifikationssystem für Pflegediagnosen, denen exemplarische Pflegeziele und Pflegemaßnahmen mit anleitendem Charakter zugeordnet wurden.
POP wurde erstmals im April 2009 veröffentlicht (Version POP1), eine zweite überarbeitete Fassung erschien 2013 (Version POP2). POP liegt derzeit ausschließlich in deutscher Sprache vor.
Eine Übersicht über die Unterschiede von POP1 zu POP2 auf der Ebene der Pflegediagnosentitel finden sich auf der Website www.infact.at.
Sieben der neun Autoren von POP waren an der Publikation „Praxis der Pflegediagnosen“ (drei Auflagen in den Jahren 1999, 2000 und 2003) beteiligt, in der die damaligen Versionen der NANDA-Klassifikation in die deutsche Sprache übersetzt und mit Ziel- und Maßnahmenvorschlägen versehen wurden. Viele der Autoren dieser Bücher waren in Form von Vorträgen, Seminaren, Lehrveranstaltungen und Schulungen auch maßgeblich an der Etablierung von Pflegediagnosen in Österreich beteiligt. Die langjährige Erfahrung mit der Erarbeitung, Schulung und Anwendung von Pflegediagnostik bildete die Basis für die Entwicklung eines neuen Systems für ressourcenorientierte Pflegediagnostik: die PraxisOrientierte Pflegediagnostik – POP. Die Erarbeitung von Pflegediagnosen anhand eines Ressourcenmodells unterscheidet die POP-Pflegediagnosen klar von anderen Klassifikationen von Pflegediagnosen.
POP wird derzeit in Österreich, Deutschland und in der Schweiz eingesetzt. Die Verwendung von POP erfolgt in allen Settings, in Akut-Krankenanstalten (somatisch und psychiatrisch), in Langezeitpflegeeinrichtungen (stationär und mobil/ambulant) sowie in der Rehabilitation. POP wird auch in Gesundheits- und Krankenpflegeschulen verwendet und gelehrt und ist auch Thema bei unterschiedlichen Veranstaltungen an Fachhochschulen und Universitäten sowie in der beruflichen Fort- und Weiterbildung.
POP steht sowohl als Buchpublikation als auch als Datenbank für den Import in EDV-gestützte Anwendungen zur Verfügung (vgl. www.infact.at). In der Datenbank ist jeder Bestandteil von POP mit einer eindeutigen Codierung gekennzeichnet. Dies ermöglicht differenzierte Auswertungen, stellt aber auch eine klare Nachvollziehbarkeit der Veränderungen über die unterschiedlichen Versionen sicher.
Mittlerweile sind die POP-Pflegediagnosen der Version POP2 auch als App für Smartphones und Tablets erhältlich. Derzeit liegt eine Android-Version vor, eine Version für iOS soll folgen.
Wie an einem abgeschlossenen Projekt der NÖ Gesundheits- und Sozialfonds Abteilung Pflegewissenschaft zu erkennen ist, wurde POP neben anderen Pflegeklassifikationen bezüglich der Nutzung in elektronischen Patienten- bzw. Bewohnerakten geprüft.

Eine Pflegediagnose wird in der POP-Klassifikation wie folgt definiert: 

„Pflegediagnosen sind Beschreibungen konkreter pflegerischer Einschätzungen von menschlichen, gesundheitsbezogenen Verhaltens- und Reaktionsweisen im Lebensprozess.“

 Die Definition nach POP orientiert sich an der Definition von Pflege des International Council of Nurses. Dadurch umfasst die POP-Definition von Pflegediagnosen nicht nur Probleme und Defizite, sondern auch die positiven, gesunden Anteile von Menschen.

## Aufbau und Entwicklung
Die Methode, wie POP-Pflegediagnosen zustande kommen, ist in den POP-Büchern und anderen Publikationen wiederholt offengelegt worden. Kern der Methode ist das POP-Ressourcenmodell. Durch die Offenlegung der Methode sind die Inhalte der POP-Pflegediagnosen für alle Pflegenden überprüfbar (vgl. Stefan/Allmer/Schalek et al. 2013, S. 11ff.; Stefan/Schalek 2011; Schalek/Stefan 2009, Stefan/Schalek 2009).
Im Zentrum von POP stehen die Ressourcen und die Gesundheit eines Menschen. Ein differenziertes Verständnis, was Ressourcen sind und welche Bedeutung sie für das Leben von Menschen haben, ist eine wesentliche Grundlage für ressourcenorientiertes Arbeiten.

„Ressourcen werden definiert als Kräfte, Fähigkeiten und Möglichkeiten, die Menschen zur Erhaltung bzw. Entwicklung der Gesundheit und/oder zur Krankheitsbewältigung einsetzen.“

Voraussetzungen für intakte Strukturen und Prozesse eines Menschen werden bei POP als Ressourcen bezeichnet. In der POP-Klassifikation wird davon ausgegangen, dass Gesundheit auf intakten Ressourcen beruht. Daher sind intakte Ressourcen Voraussetzungen für Gesundheit (Stefan/Allmer/Schalek et al. 2013, S. 11f.).
Da intakte und funktionierende Ressourcen die Voraussetzung für Gesundheit sind, können beeinträchtigte oder fehlende Ressourcen als Ursache für Einschränkungen in der Alltagsbewältigung oder als Risikofaktoren betrachtet werden. Eingeschränkte und/oder fehlende Ressourcen können pflegediagnostisch als Ätiologie (=Ursachen) für bestehende Einschränkungen oder als Risikofaktoren für potenzielle Einschränkungen beschrieben werden. Potenziell eingeschränkte Ressourcen können ebenfalls als Risikofaktor benannt werden (vgl. Stefan/Allmer/Schalek 2013, S. 13f).
Ressourcen werden bei POP in drei Kategorien eingeteilt:
- körperliche/funktionelle Ressourcen
- psychische Ressourcen
- soziale/umgebungsbedingte Ressourcen

Die POP-Klassifikation in der Version POP2 besteht aus neun Domänen und 18 Klassen. Sie umfasst 74 Pflegephänomene und 160 Pflegediagnosentitel (45 Gesundheitspflegediagnosetitel, 49 Risikopflegediagnosetitel und 66 aktuelle Pflegediagnosetitel). Die Domänen entsprechen einer modifizierten Systematik nach Orem. POP-Pflegediagnosen können aber auch nach anderen Ordnungssystemen strukturiert werden, wenn dies notwendig erscheint. Die Inhalte von POP sind kompatibel mit allen verwendeten Pflegemodellen, die in der Praxis Anwendung finden.
Jede POP-Pflegediagnose hat einen eindeutigen fünfstelligen Zahlencode. Der Code nennt in der ersten Stelle die Nummer der Domäne, danach ist eine dreistellige laufende Nummer angegeben und die fünfte Stelle markiert, welche Art der Pflegediagnose vorliegt: Risiko-Pflegediagnose, aktuelle Pflegediagnose, Gesundheitspflegediagnose (vgl. Stefan/Allmer/Schalek et al. 2013, S. 3ff).

## Struktur einer Pflegediagnose nach POP
Jeder Pflegediagnosetitel ist mit einer Definition beschrieben, welche die Abgrenzung zwischen den Pflegephänomenen und Pflegediagnosen ermöglicht.
POP-Pflegediagnosen werden nach folgenden Formatregeln formuliert:
- Beschreibung von Risiko-Pflegediagnosen mit dreiteiligem P/RF/R-Format: (P) Pflegediagnosentitel – (RF) Risikofaktor – (R) Ressourcen
- Beschreibung von aktuellen Pflegediagnosen mit vierteiligem P/Ä/S/R-Format: (P) Pflegediagnosentitel – (Ä) Ätiologie – (S) Symptom/Merkmal – (R) Ressourcen
- Beschreibung von Gesundheitspflegediagnosen mit zweiteiligem P/R-Format: (P) Pflegediagnosentitel – (R) Ressourcen

Da jede POP-Pflegediagnose aus den Ressourcen entwickelt wird, können zu Pflegephänomenen sowohl Gesundheits-, Risiko und aktuelle Pflegediagnosen formuliert werden.
Am Beispiel des Pflegephänomens „Harnausscheidung“ sieht dies folgendermaßen aus:
- Harnausscheidung, beeinträchtigt
- Harnausscheidung, beeinträchtigt, Risiko
- Harnausscheidung, Entwicklung der Ressourcen

(Vgl. Stefan/Allmer/Schalek et al. 2013, S. 16ff)

## Güte der Pflegeklassifikation
Validitäts- und Reliabilitätsstudien werden in den Buchveröffentlichungen der Entwickler nicht beschrieben.